# Юэн, Джейд
Джейд Алмари Луиз Юэн (англ. Jade Almarie Louise Ewen) — британская певица и актриса. Является участницей группы Sugababes.

## Краткая биография
Джейд Юэн родилась 24 января 1988-го в Плэйстоу, Лондон, Англия. Актриса имеет ямайское происхождение по матери Кэрол и английское, итальянское и ирландское — по отцу Тревору. Оба родителя — инвалиды по зрению и слуху. Из-за инвалидности родителей и воспитания двух братьев и сестер Джейд было очень трудно, но уже с трёх лет она смогла брать уроки танцев, а позже — курсы вокала и актерского мастерства. В итоге она добилась гранта на бесплатное обучение в театральной школе Сильвии Янг.
Карьера девочки началась в 12 лет с мюзикла «Король Лев», где Джейд исполнила роль Налы. Юэн сыграла ведущую роль, Эгги, в австралийском телесериале Out There, а также исполнила роль Шанти Дэс в сериале «Чисто английское убийство», Кэрри Флетчер в телесериале «Катастрофа» и Донны в телефильме Mr. Harvey Lights a Candle. В начале 2009 года Джейд в образе древнегреческой богини Афины появилась в первом эпизоде телесериала Myths.

## Конкурс песни «Евровидение-2009»
Джейд представляла Великобританию на конкурсе «Евровидение-2009» с песней «It's My Time». Её автор — Эндрю Ллойд Уэббер, согласившийся аккомпанировать певице во время выступления, подчеркнув, что она — одна из наиболее талантливых вокалисток из всех, с которыми ему приходилось работать. В результате певица заняла пятое место в финале, что стало лучшим результатом её страны за 7 лет (по количеству набранных баллов, это второй результат в истории конкурса). Великобритания сразу выступает в финале, так как является одной из участниц «большой четвёрки».

## Карьера
17 февраля 2009-го певица заявила, что подписала контракт с лейблом Polydor Records на выход её альбома. Было заявлено, что композиции для релиза будет сочинять Гэри Барлоу (бывший участник популярной команды Take That), а сам выход запланирован на начало 2010-го. Второй заглавный сингл с дебютного альбома, My Man, уже вышел 21 сентября 2009-го. На композицию было снято видео в Лос-Анджелесе.
9 августа 2009-го Джейд Юэн была выбрана в качестве исполнителя британского национального гимна на ежегодном футбольном матче Суперкубка FA Community Shield, в игре между Манчестер Юнайтед и Челси, на стадионе Уэмбли перед аудиторией в 85 896 человек.
А 27 августа певицу номинировали на престижную музыкальную премию Mobo Awards в категории «Лучший британский новичок». Наконец, ещё один существенный успех Юэн — это 35-я строчка в британских чартах с сентябрьским синглом «My Man» и количеством проданных его копий в 6 312 штук.
Озвучила роль Алисы Селезнёвой в английском дубляже советского мультфильма 1981 года «Тайна третьей планеты».